# GNU Aspell
GNU Aspell, normalment anomenat només Aspell, és un corrector ortogràfic de programari lliure dissenyat per a reemplaçar Ispell.